# Mandana Naderian
Mandana Naderian (* 9. Dezember 1970 in Homburg) ist eine deutsche Fernsehmoderatorin, Produzentin, Redakteurin und Podcasterin.

## Leben und Karriere
Naderian legte 1990 ihr Abitur am Korbacher Gymnasium Alte Landesschule ab und studierte bis 1995 Allgemeine Sprachwissenschaften, Medienwissenschaft und Soziologie an der Heinrich-Heine-Universität Düsseldorf. Das Studium schloss sie mit dem Magistra Artium ab.
Anschließend arbeitete sie als Redakteurin und Producerin für RTL, unter anderem für Hans Meiser und Veronas Welt. Weiterhin arbeitete sie in Los Angeles für Universal Television. 1999 leitete sie die erste deutsche Gerichtssendung Klarer Fall?! – Entscheidung bei Radka. Ab 2000 moderierte sie für HH1, TV Berlin und TV München die Sketchcomedy-Show Join the Club.
Naderian präsentierte Beiträge im ProSieben-Magazin taff und von 2001 bis 2002 Flash! – die 9live Casting- und Singleshow auf TM3 bzw. 9Live. Ab Anfang 2003 moderierte sie gemeinsam mit Jochen Bendel die Tele-5-Late-Night-Show Der Nachtfalke. Nach Unstimmigkeiten verließ sie einige Monate später die Sendung.
Ab dem 5. Januar 2004 moderierte Naderian die RTL-Quiznacht. In der ProSieben-Comedy-Show TV total wurde sie für ihre Moderation von Moderator Stefan Raab kritisiert. Ab Februar 2005 war sie neben Markus Brock die Co-Moderatorin der ARD-Unterhaltungssendung NachTisch. Bereits wenige Monate später stieg sie aufgrund von Differenzen mit ihrem Arbeitgeber aus. 2006 moderierte sie mit der Innenarchitektin Susanne Schmidt die VOX-Dekosoap Aus 2 mach 1.
Von 2006 bis 2009 arbeitete Naderian als Head of Producer und Moderations-Coach sowie Moderatorin bei der Berliner Fernsehproduktionsfirma United Screen Entertainment.
Seit 2020 ist Naderian gemeinsam mit Natascha El Kasri Host des Podcasts Meine Tage. Im Dezember desselben Jahres erschien ihr Kinderbuch Rojalettapipetta erforscht Corona.
Naderian ist Mutter zweier Kinder und lebt mit ihnen und ihrem Ehemann in Heikendorf nahe Kiel.

## Publikationen
- Rojalettapipetta erforscht Corona. Twentysix, Norderstedt 2020, ISBN 978-3-7407-7197-3.